# Filippo Coarelli
Filippo Coarelli (Rome, 1936) is een Italiaans professor in de Oudgriekse filologie en Romeinse oudheid aan de Universiteit van Perugia.
Coarelli geldt als een van de meest vooraanstaande experts op het gebied van de vroege geschiedenis en de topografie van het oude Rome. Hij kreeg internationale bekendheid door zijn archeologische stadsgidsen over Rome en Pompeï.
Sinds 1997 is Coarelli lid van de Academia Europaea.